# ناحیه رابینسون، میشیگان
ناحیه رابینسون (به انگلیسی: Robinson Township) یک منطقهٔ مسکونی در ایالات متحده آمریکا است که در شهرستان اتاوا، میشیگان واقع شده‌است.
 ناحیه رابینسون ۱۰۲٫۲ کیلومتر مربع مساحت و ۶٬۰۸۴ نفر جمعیت دارد و ۱۸۹ متر بالاتر از سطح دریا واقع شده‌است.